# Convention de Niamey
Ne doit pas être confondu avec Conférence de Niamey.
La Convention de l'Union africaine sur la coopération transfrontalière, ou Convention de Niamey, est une résolution prise par un certain nombre de membres de l'Union africaine à la suite de la 23e session de l'U.A., laquelle eut lieu à Malabo (Guinée Équatoriale) les 26 et 27 juin 2014.
La Convention de Niamey vise à « promouvoir la coopération transfrontalière et à garantir le règlement pacifique des différends transfrontaliers ». L'objectif est de favoriser la coopération transfrontalière des États africains afin de favoriser le développement des zones frontalières et de faciliter la libre circulation des personnes et des biens. Elle offre un cadre juridique aux États signataires afin de leur permettre de mettre en œuvre des initiatives de coopération transfrontalière, telles que des commissions bilatérales des frontières. Ces commissions doivent permettre notamment de faciliter la délimitation et la démarcation des frontières là où cela est nécessaire. Ces objectifs sont plus largement ceux du Programme Frontière de l'Union Africaine (PFUA).
La mise en œuvre des objectifs du PFUA reçoit le soutien économique et capacitaire de la GIZ.

## Liste de pays signataires[4]

### Pays ayant signé et ratifié la Convention
- Bénin
- Burkina Faso
- Guinée
- Mali
- Niger
- Togo

### Pays ayant uniquement signé la Convention
- Côte d'Ivoire
- Gabon
- Guinée-Bissau
- Mauritanie
- Mozambique
- Namibie
- Nigeria
- Sao Tomé-et-Principe
- Tchad
- Zambie